# Rothschildia fauvetyi
Rothschildia fauvetyi är en fjärilsart som beskrevs av Guérin-meneville 1864. Rothschildia fauvetyi ingår i släktet Rothschildia och familjen påfågelsspinnare. Inga underarter finns listade.